# Skeatia cariniscutis
Skeatia cariniscutis är en stekelart som först beskrevs av Cameron 1907.  Skeatia cariniscutis ingår i släktet Skeatia och familjen brokparasitsteklar. Inga underarter finns listade i Catalogue of Life.